# Кастру Лобу, Жуан ди Деус ди
Жуан ди Деус ди Кастру Лобу (порт. João de Deus de Castro Lobo; 16 марта 1794, Вила-Рика — 26 января 1832, Мариана) — бразильский композитор.

## Биография
Учился в своём родном городе. Уже в 1811 году дебютировал как дирижёр в городском оперном театре. В начале 1820-х годов учился в Марианской семинарии, важнейшем учебном заведении региона Минас-Жерайс. В 1822 году рукоположён во священники. 
В 1825 году назначен капельмейстером и органистом кафедрального собора Марианы. Сочинял мессы и другую церковную музыку, в том числе Te Deum к приезду императора Педру I в Минас-Жерайс в 1822 году, — в общей сложности около 35 произведений, дошедших до нашего времени в рукописных копиях второй половины XIX — начала XX веков. Харри Кроул обнаружил также единственное инструментальное сочинение композитора — оркестровую увертюру ре мажор.
Умер, по предположению современного исследователя, от сифилиса.